# Evangelische Kirche Harperscheid

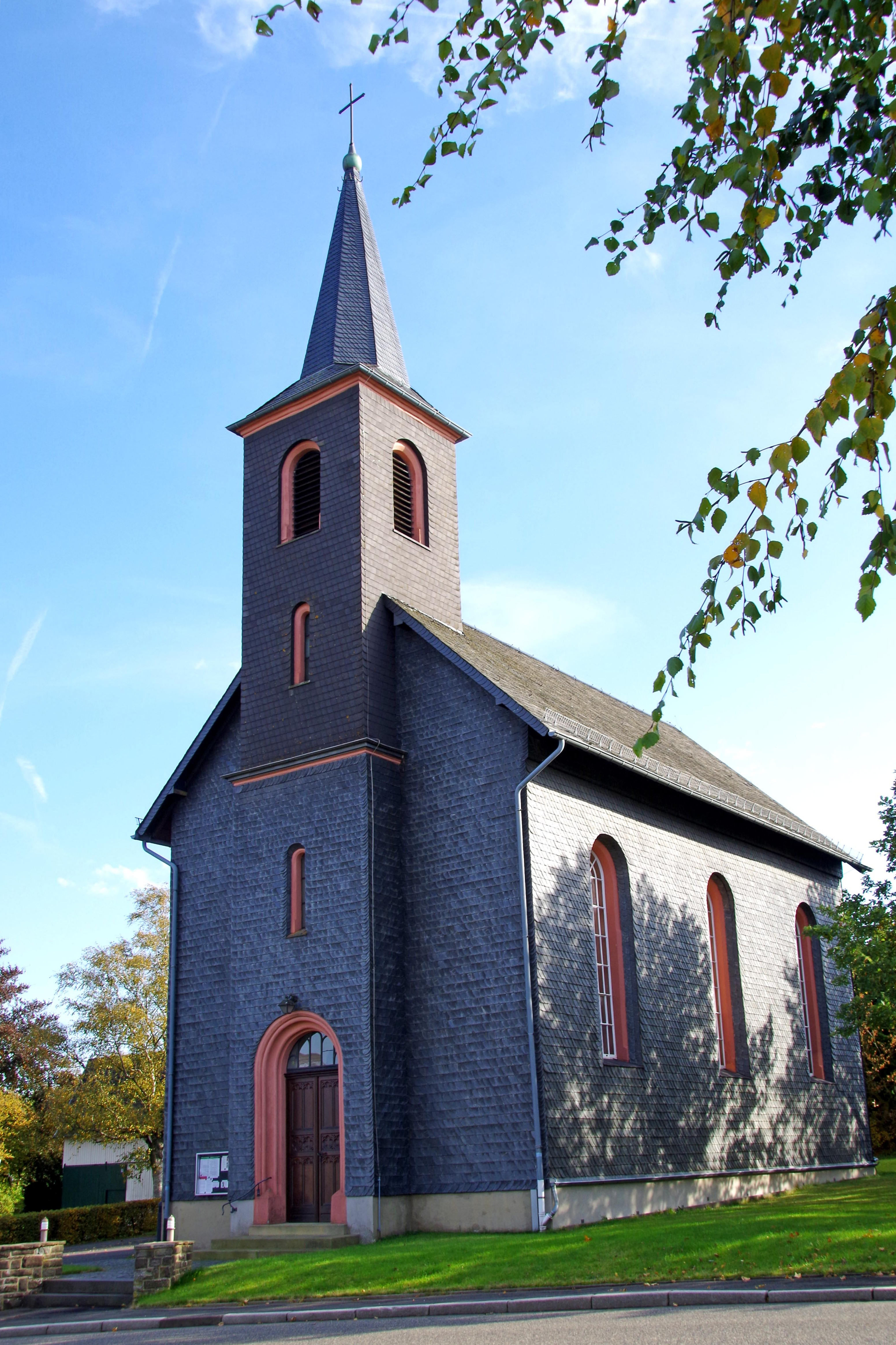
Evangelische Kirche Harperscheid

Die Evangelische Kirche Harperscheid ist ein denkmalgeschütztes Kirchengebäude in Harperscheid, einem Ortsteil von Schleiden im Kreis Euskirchen (Nordrhein-Westfalen).
Der klassizistische Saalbau wurde von 1859 bis 1861 unter der Leitung eines Lüddemann errichtet. Der Westturm ist teilweise eingebaut. Die Außengliederung ist in neuromanischen Formen gehalten.
Die Kirche wurde am 29. September 1861 eingeweiht und am 5. Januar 2020 entwidmet.